# Багнис, Амедео
Амедео Багнис (итал. Amedeo Bagnis; род. 11 ноября 1999, Казале-Монферрато, Пьемонт) — итальянский скелетонист, серебряный призёр чемпионата мира 2023 года. Участник зимних Олимпийских игр 2022 года.

## Спортивная карьера
С восьми лет занимался гимнастикой, затем стал пробовать себя в лёгкой атлетике. В 2017 году Амедео получил диплом эксперта по сельскому хозяйству в Институте Галилео Феррарис в Верчелли. В 2018 году его тренер по лёгкой атлетике пригласил попробовать себя в скелетоне.
В сезоне 2019/2020 годов впервые в карьере стартовал на этапе Кубка мира.
В 2022 году представлял Италию на соревнованиях скелетонистов на зимних Олимпийских играх в Пекине. По итога четырёх спусков стал одиннадцатым.
На чемпионате мира в 2023 году в Санкт-Морице стал обладателем серебряной медали, уступив только спортсмену из Великобритании Мэтту Уэстону.
По итогам сезона 2023/2024 годов в общем зачёте Кубка мира стал шестым.